# Wiedesee
Der Wiedesee ist ein See in der niedersächsischen Gemeinde Hoya in der Samtgemeinde Grafschaft Hoya im Landkreis Nienburg/Weser. Der See und seine Randbereiche stehen unter Naturschutz.

## Naturschutzgebiet
Das Naturschutzgebiet mit dem Kennzeichen NSG HA 076 ist 26 Hektar groß. Es steht seit dem 23. August 1984 unter Naturschutz. Zuständige untere Naturschutzbehörde ist der Landkreis Nienburg/Weser.
Das Naturschutzgebiet liegt zwischen Hoya und Hassel (Weser) südlich der Bahnstrecke zwischen Eystrup und Syke. Das vollständig von landwirtschaftlichen Nutzflächen umgebene Naturschutzgebiet bietet mit seinen Wasserflächen, Röhrichtzonen und Uferwiesen Lebensraum für teilweise bedrohte Tier- und Pflanzenarten. Weiterhin ist es Rastgebiet für durchziehende Wasservögel und dient auch als Überwinterungsgebiet.
Auf dem See wurde vom Nienburger Kreisverband des Naturschutzbundes Deutschland, der das Naturschutzgebiet betreut, ein Floß verankert, das als Brutinsel für Flussseeschwalben dient.